# نظام فراغ فائق

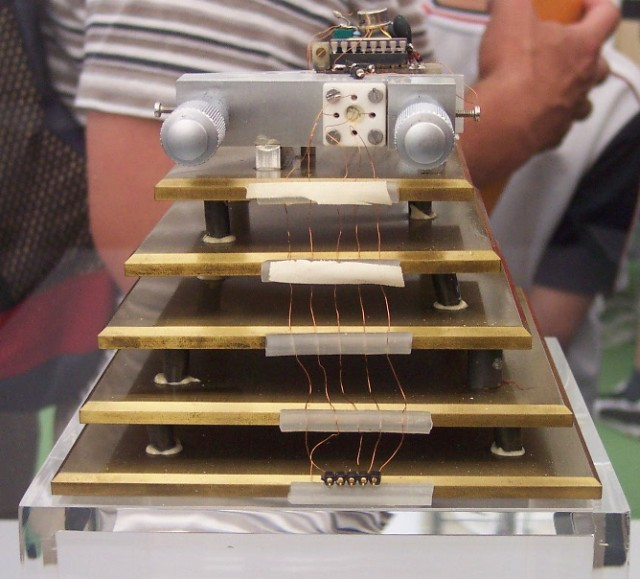
مسح المجهر النفقي في Schwingungs-Dämpfplatten

نظام فراغ فائق (ملاحظة 1) هو نظام من الفراغ يتميز بأن قيم الضغط فيه منخفضة جداً، وتقع في حدود 100 نانوباسكال. تستخدم مضخات التفريغ من أجل الوصول إلى هذه الضغوط في العادة.
ضمن هذه الشروط يكون لقيمة المسار الحر الوسطي لجزيء الغاز قيمة أكبر من حوالي 40 كم. يطبق هذا النظام فائق التفريغ في الأجهزة العلمية مثل مطيافية الكتلة على سبيل المثال؛ وكذلك أيضاً في مسرعات الجسيمات.